# ふなっしーパーク
ふなっしーパークは、千葉県船橋市浜町（南船橋駅から徒歩7分程度の場所）に位置する公園。

## 概要
船橋オートレース場跡地の一角に所在し、三井不動産ロジスティクスパーク（MFLP）船橋IIIが管理をしている。ふなっしーを模した遊具が設置されている。
近隣にはららぽーとTOKYO-BAY、三井不動産アイスパーク船橋がある。
駐車場もあり、イベントも多々開かれているので休日は賑わいをみせている。
また、休日はキッチンカーが出店している。